# Stazione di Modena Fornaci
La stazione di Modena Fornaci è una fermata ferroviaria posta sulla linea Modena-Sassuolo, a servizio delle zone Villa Igea-Fornaci, nella periferia sud di Modena.

## Storia
La fermata venne attivata il 1º aprile 1883.

## Strutture e impianti
La fermata è dotata di un binario di corsa. Al 2022 risulta rimosso il binario di precedenza precedentemente esistente, non predisposto al servizio viaggiatori.
Il marciapiede è alto 55 cm. Non sono presenti sottopassi.
Il sistema di informazioni ai viaggiatori è sonoro e video.

## Movimento
La fermata è servita dai treni di Trenitalia Tper in servizio sulla tratta Modena-Sassuolo nell'ambito del contratto di servizio stipulato con la regione Emilia-Romagna. Dal 15 settembre 2019 i treni di questa linea sono cadenzati all'incirca ogni 40 minuti; inoltre, ciascun treno effettua tutte le fermate.
A novembre 2019, la stazione risultava frequentata da un traffico giornaliero medio di circa 79 persone (34 saliti + 45 discesi).